# Ammapettai (quận Erode)
Ammapettai là một thị xã panchayat của quận Erode thuộc bang Tamil Nadu, Ấn Độ.

## Địa lý
Ammapettai có vị trí 10°48′B 79°20′Đ / 10,8°B 79,33°Đ Nó có độ cao trung bình là 1 mét (3 feet).

## Nhân khẩu
Theo điều tra dân số năm 2001 của Ấn Độ, Ammapettai có dân số 8991 người. Phái nam chiếm 51% tổng số dân và phái nữ chiếm 49%. Ammapettai có tỷ lệ 54% biết đọc biết viết, thấp hơn tỷ lệ trung bình toàn quốc là 59,5%: tỷ lệ cho phái nam là 63%, và tỷ lệ cho phái nữ là 45%. Tại Ammapettai, 10% dân số nhỏ hơn 6 tuổi.